# Dercumova bolest
Dercumova bolest ili adiposis dolorosa  je rijetka bolest, koju karakterizira pojava mnoštva bolnih lipoma koji se javljaju po cijelom tijelu osim na glavi i vratu. Bolest se u pravilu javlja u odrasloj dobi, najčešće kod gojaznih žena, iako se rjeđe može pojaviti kod muškaraca. Etiologija bolesti je nepoznata.

## Povijest
Dercumovu je bolest prvi put opisao američki neurolog Francis Xavier Dercum 1892. godine.

## Epidemiologija
Dercumova bolest se obično pojavljuje između 35. i 50. godine života. Najčešće oboljevaju žene, s pet do trideset puta većom učestalošću od muškaraca. U prošlosti se iznosila tvrdnja da bolest uglavnom pogađa žene u postmenopauzi, što je i sam Dercum tvrdio, ali novo istraživanje iz 2007. pokazuje da se u 87,5 % slučajeva radi o pacijenticama prije menopauze.

## Klinička slika
Početak bolesti je najčešće neprimjetan. Prvi znak bolesti je pojava izraslina u obliku lipoma koje se mogu pojaviti po cijelom tijelu, osim u predjelu glave i vrata. Ubrzo dolazi do povećanja tjelesne težine, koju prati pojava boli i opća malaksalost. Bol se pojačava s povećanjem količine masnog tkiva, a intenzitet može varirati od nelagodnosti pri palpaciji do bolova u obliku paljenja, probadanja i do pojave jakih bolova po cijelom tijelu. Bol se pojačava pri povećanju temperature kože, tijekom tuširanja i nošenja uske odjeće.
Na osnovi lokalizacije i širenja boli, razlikuju se tri vrste Dercumove bolesti:
- juxtaartikularni tip (tip I) - s bolnim naslagama masnog tkiva u predjelu koljena ili kuka,
- generalizirani tip (tip II) - s difuznim bolovima po cijelom tijelu i
- nodularni tip (tip III) - s intenzivnom boli oko lipoma.[5]

Ostali simptomi i znaci bolesti jesu: parestezija prstiju (trnci) praćeni cijanozom i otežanim pokretima (najvjerojatnije zbog kompresije medijalnog živca), sklonost pojavi modrica, kronična malaksalost, jutarnja ukočenost, glavobolje, problemi s koncentracijom i pamćenjem i depresija. S obzirom na činjenicu da bolest prati ovako širok spektar različitih simptoma, 1981. godine je predloženo da se bolest preimenuje u Dercumov sindrom.

## Etiologija
Etiologija bolesti je nepoznata, a kao mogući uzroci navode se disfunkcija perifernog živčanog sustava, mehanička kompresija na živce, disfunkcija masnog tkiva ili trauma.

## Dijagnoza
Dijagnoza se postavlja na osnovi anamneze, kliničke slike i kliničkog pregleda. Ne postoje specifične laboratorijske pretrage za dijagnozu ove bolesti. Radiološka pretraga magnetskom rezonancijom može imati ulogu u dijagnozi bolesti.

## Terapija
Farmakološka terapija Dercumove bolesti predviđa uporabu kortikosteroida, lokalnih anestetika (lidokaina) i lokalno i intravenozno, analgetika za ublažavanje bolova i dr. U svrhu gubitka tjelesne težine i masnog tkiva koriste se i kirurške metode, kao liposukcija i ekscizija pojedinih lipoma. Osim toga primjenjuju se i dijeta, masaža, akupunktura, tehnike opuštanja, kognitivna bihevioralna terapija, hipnoza i dr.

## Vanjske poveznice
- (engl.) E-medicine - Adiposis dolorosa